# 高次高調波発生
高次高調波発生 (こうじこうちょうははっせい、英: High harmonic generation)は、高強度のパルスレーザを試料（ガスやプラズマ、固体等）に照射した際に起きる非線形過程である。この非線形過程により、試料から高い次数を持つ高調波が放射される。この過程により発生した高次高調波はアト秒の時間幅を持つ光パルス列になるため、アト秒科学において重要な役割を担う。